# Мілош Александер Базовський

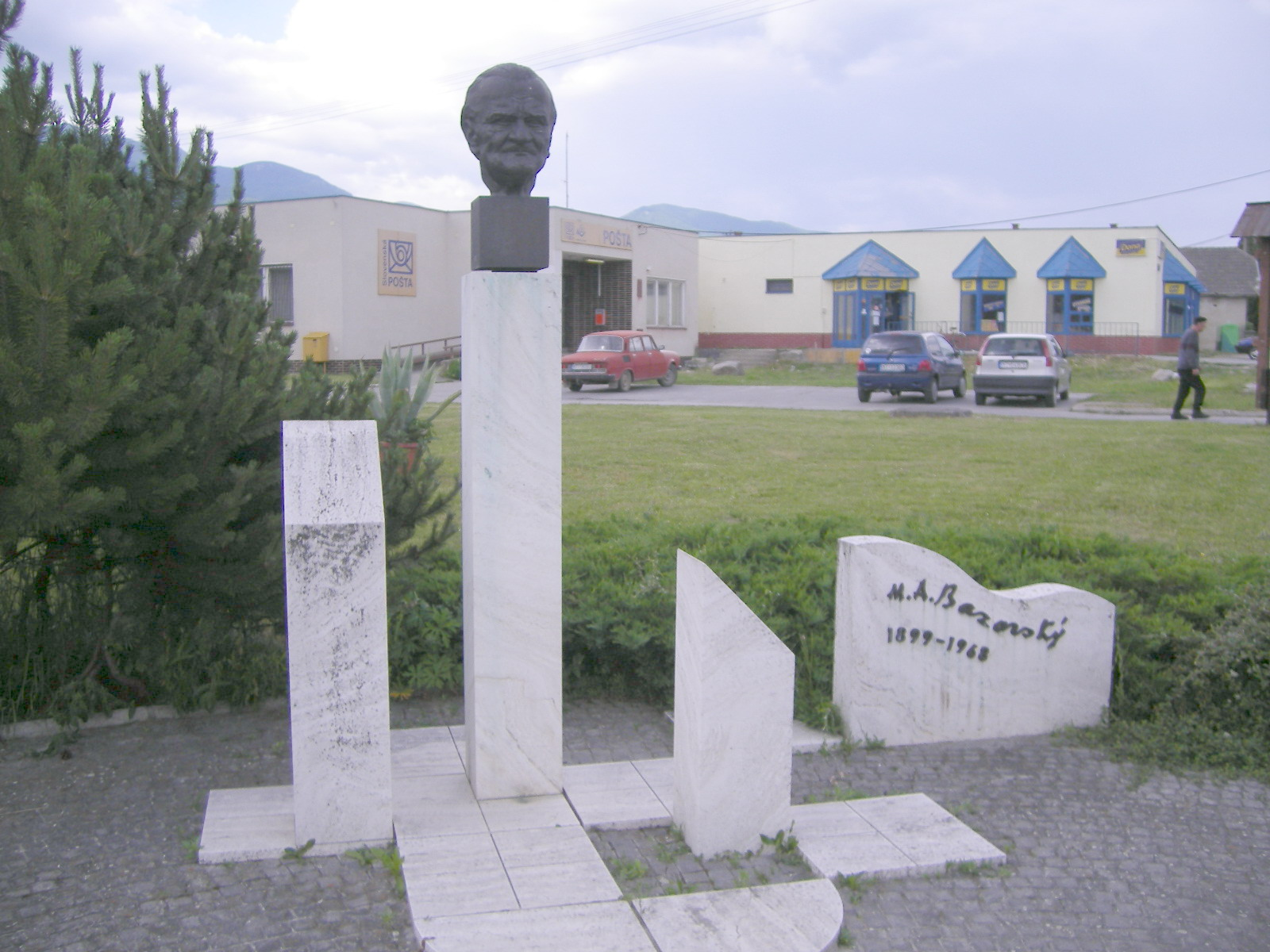

Мілош Александр Базовський (1899, Турани-над-Вагом — 1968, Тренчин) був видатним словацьким художником, якого часто зараховують до найвидатніших діячів словацького мистецтва 20-го століття.

## Вибрані персональні виставки
- Мілош Александр Базовський, Словацька національна галерея, Братислава, Словаччина, 1960
- Мілош Александр Базовський — 1899—1968, Словацька національна галерея, Братислава, Словаччина, 1999
- Мілош Олександр Базовський — 1899—1968, Turiec Gallery, Мартін, Словаччина, 1999
- Мілош Александр Базовський — 1899—1968, Галерея М. А. Базовського, Тренчин, Словаччина, 1999
- Мілош Александр Базовський, Словацький інститут у Будапешті, Братислава, Словаччина, 2009
- Мілош Александр Базовський, Галерея Яна Конярека, Трнава, Словаччина, 2010

## Вибрані групові виставки
- IV Bienal Do Museu De Arte Moderna De São Paulo, Сан-Паулу, Бразилія, 1957
- 33-я Венеціанська бієнале, Венеція, Італія, 1966
- 50 let československého malířství 1918—1968, Valdštejnská jízdárna, Прага, Італія, 1968

## Подальше читання
- Cincík, J.: Miloš A. Bazovský. Контури. Мартін, 1945 рік
- Вацулік, К.: Мілош Базовський. Братислава 1958
- Вацулік, К.: Мілош Олександр Базовський. Братислава 1967
- Brezová, L.: Персональна бібліографія М. А. Базовського. Matica slovenská, Мартін 1990